# Leucopis bellula
Leucopis bellula är en tvåvingeart som beskrevs av Samuel Wendell Williston  1889. Leucopis bellula ingår i släktet Leucopis och familjen markflugor. Inga underarter finns listade i Catalogue of Life.